# Antonio Gómez Hueso
Antonio Gómez Hueso (Torredonjimeno (provincia de Jaén), 2 de agosto de 1953) es un escritor español. Reside en Torredonjimeno..

## Biografía
Natural de la localidad jiennense de Torredonjimeno, donde vive en la actualidad. Ha publicado siete poemarios: "El vacío al desnudo" (Editorial El Paisaje), "Cien pájaros cortejando al Fénix" (Edición del Patronato de Cultura de Torredonjimeno), "Piedra y agua en el coito de los siglos" (Editorial Alcance, Andújar), "Jazz que disipa las nubes" (Edición del Centro de Estudios Históricos de Andalucía), "El más bello jardín", "Flujo de mar en los sueños" (ambas de Editorial El Taller del Poeta) y "Mea Culpa" (2024, El Abrazo del Búho, Málaga). También es autor de la obra de Teatro: "Antonio", estrenada por la Agrupación Lírico-Dramática "Barahona de Soto" de Lucena y que es una introspección mágico-histórica sobre la vida y la obra de Antonio Machado. Igualmente se ha editado su relato "Negrocarbón y las Siete Gigantas", Primer Premio del I Certamen de Relato Infantil Ecológico de la Junta de Extremadura (Editora Regional de Extremadura), "Cuentos para viajar lejos" (2013, Ediciones Rubeo, Málaga)" y el volumen de aforismos titulado "Fugacidades" (2020, El Abrazo del Búho, Málaga).
Parte de su obra puede leerse también en antologías poéticas nacionales e internacionales. Ejerce como miembro de diversas asociaciones literarias. Ha desarrollado también una extensa actividad periodística. Colabora actualmente en programas del Centro Andaluz de las Letras.

## Obra

### Poesía
- 1986 El vacío al desnudo Ed. El Paisaje. Bilbao.
- 1990 Cien pájaros cortejando al Fénix Patronato de Cultura. Torredonjimeno.
- 1996 Piedra y agua en el coito de los siglos Ed. Alcance. Andújer.
- 2003 Jazz que disipa las nubes Centro de Estudios Históricos de Andalucía. Málaga. ISBN 84-930939-9-8.
- 2008 El vacío al desnudo Ed. El Taller del Poeta. Pontevedra. ISBN 978-84-92410-31-6.
- 2011 Flujo de mar en los sueños Ed. El Taller del Poeta. Pontevedra. ISBN 978-84-15144-58-8.

- 2024 Mea Culpa El Abrazo del Buho. Málaga / Amazon Independently Published. ISBN 979-88-82925-89-4.

### Narrativa
- 1996 Negrocarbón y las Siete Gigantas Editora Regional. Junta de Extremadura. Mérida.
- 2013 Cuentos para viajar lejos Ediciones Rubeo. Málaga.

### Teatro
- 1986 Antonio

### Aforismos
- 2020 Fugacidades El Abrazo del Búho. Málaga.

### Antologías y libros colectivos
- 1989 International Poetry Yearbook. Ed. Moorhead State University, IWA, USA.
- 1990 Antología de Poesía Contemporánea. Ed. Livros Universo, Lisboa.
- 1991 Desde Jaén, nunca más. Ed. Área de Cultura de IU, Jaén.
- 1992 En torno a la Educación. Ayuntamiento de Torredonjimeno.
- 1996 Antonio Gómez Hueso / Soledad Zurera. Junta de Andalucía, Sevilla.
- 1998 Muestra Poética - Artística - Internacional . Ed. El Paisaje, Bilbao.
- 1999 Cien Relatos Geniales. Ed. Jamais, Sevilla.
- 1999 Relatos Cortos. Ayuntamiento de Vélez- Málaga.
- 2003 Penumbra y amanecer. Centro de Estudios Poéticos, Madrid.
- 2003 Palabras para la paz. Universidad de Jaén.
- 2004 S. F. Aragüez - Málaga. Universidad de Málaga. Vicerrectorado Cultura.

- 2006 Un velero de libertad. Diario Jaén, S.A.
- 2006 S. F. Aragüez - Frigiliana. Ayuntamiento de Frigiliana.
- 2006 Los diedros del sol. Ediciones Inesperadas. El Liñuelo. Torredonjimeno.
- 2006 Històries de la Història. Silva Editorial. Tarragona.
- 2007 El libro y su autor. Lulu Editorial. Morrisville NC 27560. USA.
- 2007 V Encuentro Nacional de Escritores (Antología). El Taller del Poeta. Pontevedra. Anuesca. Alicante.
- 2007 XIII Premio de Cuentos Carmen Báez. Colectivo Artístico Moreila. Moreila. México.
- 2007 A contrarreloj. Editorial Hipálage. Osuna, Sevilla.
- 2007 Poemas para un minuto Editorial Hipálage. Osuna, Sevilla.
- 2008 VI Encuentro Nacional de Escritores (Antología). El Taller del Poeta. Pontevedra. Anuesca. Alicante.
- 2008 Relatos cortos de Ideal. Verano 2008 (Antología). Ámbito Cultural. El Corte Inglés. Granada.
- 2009 Nueva Poesía y Narrativa Hispanoamericana (Antología). Lord Byron Ediciones / Visión Libros. Madrid.
- 2009 Girapoema 2009. Nat Gaete. Chile.
- 2009 V Cuaderno de Profesores Poetas. IES "Francisco Giner de los Ríos". Segovia.
- 2009 Antología Premio Letterario Giulia Gonzaga. Edizioni Lo Spazio. International Art & Literature Editions. Fondi. Italia.
- 2010 Relatos cortos de Ideal. Verano 2009 (Antología). Ámbito Cultural. El Corte Inglés. Granada.
- 2010 VI Cuaderno de Profesores Poetas. IES "Francisco Giner de los Ríos". Segovia.
- 2010 Libro de abstracto del V Congreso Global de Metapoesía Movimiento Metapoético Internacional. Madrid.
- 2010 Antología Premio Internacional de Poesía "Simón Bolívar". Edizioni Lo Spazio. Fondi. Italia.
- 2010 Escritores en potencia. Diario Jaén, S.A.
- 2011 Relatos cortos de Ideal. Verano 2010 (Antología). Ámbito Cultural. El Corte Inglés. Granada.
- 2011 La flor sobre la nieve (Antología de cuentos sobre la Naturaleza). Latin Heritage Foundation . Washington.
- 2011 Mil poemas a Neruda (Antología de poemas sobre Pablo Neruda. 469 autores). Poetas del Mundo . Isla Negra. Chile.
- 2011 Minotauro (Antología internacional de relatos breves). Latin Heritage Foundation . Washington.
- 2012 Flor de almendro (Antología del Festival Internacional de Mujeres Poetas. 9 autores). Diputación y Ayuntamiento de Cájar . Granada.
- 2012 A tu encuentro (Antología poética de Poesía en la Distancia). Corona del Sur . Málaga.
- 2012 VIII Cuaderno de Profesores Poetas. IES "Francisco Giner de los Ríos". Segovia.
- 2012 Poetas Andaluces de Ahora. Antología. Ediciones Anaquel. Sevilla.
- 2013 Al final, poesía. (Antología de Proyecto Poesía en la Distancia). Corona del Sur. Málaga.
- 2013 Poetas Andaluces de Ahora. Antología del II Encuentro. Editorial Celya. Toledo.
- 2013 Palabras en libertad. Antología de poetas vinculados a ANUESCA. Editorial Punto Rojo. Sevilla.
- 2013 Poética en Gredos. Antología de poetas del grupo Poética en Gredos. Alkaid Ediciones. Valladolid.
- 2013 Relatos cortos de Ideal. Verano 2012 (Antología). Ámbito Cultural. El Corte Inglés. Granada.
- 2013 Mil poemas a Miguel Hernández. Poetas del Mundo. Isla Negra. Chile.
- 2013 Miradas sin Fronteras 2013 (Antología). Ediciones En Huida Solidaria. Sevilla.
- 2013 IX Encuentro de Poetas en Red. Edita Poetas en Red. Madrid.
- 2013 Libertad tras las rejas-2013 El Taller del Poeta. Pontevedra.
- 2013 Pluma, tinta y papel II. Diversidad Literaria. Madrid.
- 2014 Antología del II Recital Poetas de Sierra Morena. Ediciones Ceyla. Toledo.
- 2014 X Cuaderno de Profesores Poetas. IES "Francisco Giner de los Ríos". Segovia.
- 2014 I Encuentro Internacional de Poesía de Úbeda. El Taller del Poeta. Pontevedra.
- 2014 Bicentenario de Gertrudis Gómez de Avellaneda. Ediciones Los Libros de Umsaloua. Sevilla.
- 2014 Vislumbrando horizontes. Editorial Libróptica. Buenos Aires.
- 2014 Venus de noche. Ediciones Rubeo. Málaga.
- 2014 120 poemas para Pablo de Rokha. Editorial Askasis. Santiago de Chile.
- 2014 Hoy es siempre todavía. Editorial Palimpsesto. Sevilla.
- 2015 Perversidades/ Cuentos al filo. Ediciones Rubeo. Málaga.
- 2015 XII Encuentro de Poetas en Red. Edición de Ángel Marcelo Soffores. Barcelona.
- 2015 II Antología Luz en el Corazón. Editorial Voces de Hoy. Miami.
- 2015 La Fundación Ana de Paz en el camino. Fundación Ana de Paz. Madrid.
- 2016 XIV Encuentro de Poetas en Red. Edición de Ángel Marcelo Soffores. Madrid.
- 2016 Ángel de Nieve. Antología de relatos eróticos. Playa de Ákaba.
- 2016 XII Cuaderno de Profesores Poetas. IES "Francisco Giner de los Ríos". Segovia.
- 2016 I Concurso Internacional de Aforismos Encarnación Sánchez Arenas. Playa de Ákaba.
- 2016 Espíritu de Jazz. Antología de relatos jazzísticos. Playa de Ákaba.
- 2016 XV Encuentro de Poetas en Red. Editorial TarQus. Santiago de Compostela.
- 2016 El abrazo del Nogal de Daimuz. Antología poética sobre García Lorca por POETAP. EdItorial Juglar. Ocaña.
- 2016 III Antología Luz en el Corazón. Edición de Mery Larrinua. Miami. ISBN 978-1-365-50750-2
- 2017 XVII Encuentro de Poetas en Red. Editorial Tarqus. Santiago de Compostela.
- 2017 VII Encuentro de Poetas de Sierra Morena. Editorial Ceyla. Toledo.
- 2017 Homenaje a Federico García Lorca. Asociación Rincón Poético Valle de Vinalopó. Monforte del Cid.
- 2018 XVIII Encuentro de Poetas en Red. Editorial TarQus. Santiago de Compostela.
- 2018 V Antología ELILUC. Editora Mari Larrinúa. Miami, USA.
- 2018 II Encuentro Internacional de Poesía Ciudad de Cabra. Edita Ayuntamiento de Cabra.
- 2018 XIV Cuaderno de Profesores Poetas. IES "Francisco Giner de los Ríos". Segovia.
- 2018 Antología Cerdopoética. Editorial TarQus. Santiago de Compostela.
- 2018 Antología VI Encuentro Poetas de Ahora. Ediciones Poetas Ahora. Bornos.
- 2019 Encuentros Poéticos La Lobera de Gredos. Editorial Juglar. Ocaña.
- 2020 XXIV Concurso de Narraciones Breves de Ideal (Antología). Ideal, El Corte Inglés, Academia de Buenas Letras. Granada.
- 2022 II Antología Internacional de Poesía Sabersinfín. Editorial Sabersinfín. Puebla. México.
- 2022 Voces perdidas, voces olvidadas. Ciclo Literario para la recuperación de la memoria de escritoras de habla hispana. Coordinación Maribel Castro y Roberto J. Martín. Ediciones del Genal. Málaga.
- 2023 XXVI Encuentro de Poetas en Red. Editorial Tarqus. Santiago de Compostela.
- 2023 Antología X Encuentro Poetas de Ahora. tarQus Editorial. Santiago de Compostela.
- 2023 XXVII Concurso de Narraciones Breves de Ideal (Antología). Ideal, El Corte Inglés, Academia de Buenas Letras. Granada.
- 2024 XXVII Encuentro de Poetas en Red. Málaga Editorial Tarqus. Santiago de Compostela.
- 2025 XXVIII Concurso de Narraciones Breves de Ideal (Antología). Ideal, El Corte Inglés, Academia de Buenas Letras. Granada.
- 2025 XV Antología Sierra Morena de Poesía. Asociación Cultural Sierra Morena. La Carolina/Guarromán.

### Otros
Plaquetes:
- 1993 As-sâh mât (Relato).
- 2003 Iznájar, 1983 (Teatro).
- 2004 Ultratextual (Poesía).